# Скаді (супутник)
Скаді (лат. Skathi, давньоскан. Skaði) — двадцять дев'ятий за віддаленістю від планети супутник Сатурна. Відкритий 23 вересня 2000 року.
Назву супутник отримав у 2003 році. У скандинавській міфології Скаді — льодяна велетка (турс), покровителька полювання, донька Тьяцці, дружина Ніорда.

## Корисні посилання
- Циркуляр МАС №7538: Оголошення про відкриття супутника(англ.)
- Циркуляр МАС №8177: Назви нових супутників великих і малих планет(англ.)
- Циркуляр МАС №8471: Уточнення назв супутників(англ.)